# Campeonato de España de Baloncesto de la Sección Femenina 1953
El Campeonato de España de Baloncesto de la Sección Femenina 1953 corresponde a la 7.ª edición de dicho torneo. Se celebró el 13 de diciembre de 1953 en el Frontón Aragonés de Zaragoza.
El último de los seis títulos consecutivos para la Sección Femenina de Madrid, una racha que no encontraría nada parecido hasta los cuatro títulos de Tortosa a finales de los ochenta, el Ciudad Ros Casares en 2010 y Club Baloncesto Avenida en 2020. 
En el palmarés que recoge la FEB se sitúa esta final en Madrid. Sin embargo, en las crónicas del diario La Vanguardia se indica que el campeonato se disputó en Zaragoza.
El baloncesto femenino continuó su desarrollo en campeonatos de carácter regional. Y la Obra Sindical de Educación y Descanso se encargó de enfrentar en partidos amistosos y exhibiciones de diversos tipos a los mejores equipos de toda España entre ellos e incluso contra algunos equipos extranjeros. Pero la Copa volvió a sufrir otro parón tras la edición de 1953 y no volvería a reanudarse hasta la década de los 60.

## Fase final
|  | Final                         |                               |    |  |
|  | 13 de diciembre               |                               |    |  |
|  |                               |                               |    |  |
|  | Sección Femenina de Madrid    | Sección Femenina de Madrid    | 30 |  |
|  | Sección Femenina de Madrid    | Sección Femenina de Madrid    | 30 |  |
|  | Sección Femenina de Barcelona | Sección Femenina de Barcelona | 20 |  |
|  | Sección Femenina de Barcelona | Sección Femenina de Barcelona | 20 |  |

### Final
| 13 de diciembre de 1953 | Sección Femenina de Madrid | 30–20   | Sección Femenina de Barcelona |                                      |  |
|                         |                            |         |                               |                                      |  |
|                         |                            | Reporte |                               | Pabellón: Frontón Aragonés, Zaragoza |  |

| Ganadoras del Campeonato de España de la Sección Femenina 1953 |
| -------------------------------------------------------------- |
| Sección Femenina de Madrid 6º título                           |